# NGC 447
NGC 447 est une vaste galaxie lenticulaire  barrée et entourée d'un anneau. Elle est située dans la constellation des Poissons. NGC 447 a été découverte par l'astronome prussien Heinrich d'Arrest en 1861. Elle a été redécouverte dans les années 1890 par l'astronome américain Edward Barnard et elle a été incluse au catalogue IC sous la cote IC 1656.

## Caractéristiques
Sa vitesse par rapport au fond diffus cosmologique est de 5 308 ± 22 km/s, ce qui correspond à une distance de Hubble de 78,3 ± 5,5 Mpc (∼255 millions d'al).
NGC 447 présente une large raie HI.
En raison d'une brillance de surface égale à 15,71 mag/am2, on peut qualifier NGC 447 de galaxie à faible brillance de surface (LSB en anglais pour low surface brightness). Les galaxies LSB sont des galaxies diffuses (D) avec une brillance de surface inférieure de moins d'une magnitude à celle du ciel nocturne ambiant.